# ES Métlaoui
El ES Métlaoui es un equipo de fútbol de Túnez que milita en la CLP-1, la liga de fútbol más importante del país.

## Historia
Fue fundado en el año 1950 en la ciudad de Métlaoui y su único título ha sido el de la CLP-2 en la temporada 2012/13 para lograr el ascenso a la máxima categoría por primera vez en su historia.

## Palmarés
- CLP-2: 1

2012/13

## Presidentes
- Brahim Zammel (1956–1961)
- Ali Soudani (1963–1965)
- Habib Maamer (1965–1966)
- Tahar Abbou (1966–1967)
- Ali Boukhris (1967–1970)
- Sadok Borgi (1970–1972)
- Houcine Akrout (1972–1974)
- Youssef Krifa (1974–1976)
- Chérif Marrouki (1976–1980)
- Boujelal Dinari (1980–1982)
- Bouslah Abderrazak (1982–1983)
- Boujelal Dinari (1990–1992)
- Ezzedine Mâameri (1992–1993)
- Boujelal Dinari (1993–2007)
- Salem Mestiri (2007–2010)
- Boujelal Boussairi (2010– )

## Entrenadores desde 1960
| - 1960–61 : Ali Soudani - 1961–63 : Habib Mestiri - 1963–65 : Ali Soudani - 1965 : Octave Matteo - 1965–67 : Noureddine Ben Mahmoud - 1967–71 : Gricic Lenko - 1971–73 : Mustapha Jouili - 1973–75 : Ali Rached - 1975–76 : Ridanovic - 1976–78 : Amor Dhib - 1978–80 : Tahar Bellamine - 1980–81 : Effrimov - 1979–82 : Mustapha Jouili - 1982–83 : Mohamed Abed - 1983–84 : Stefanovic Sava - 1984–86 : Mahmoud Ouertani - 1986–88 : Abdelmajid Boujelal | - 1988–89 : Tahar Bellamine - 1989–90 : Mohamed Fetis - 1990–91 : Mounir Senoussi - 1991–92 : Mahmoud Ouertani - 1992–93 : Abdelmajid Boujelal - 1993–94 : Boubaker Lanouar - 1994–95 : Mohamed Tombari con Abdelmajid Boujelal - 1995–96 : Mohamed Abed con Abdelhafidh Arfa - 1996–97 : Abdelhafidh Arfa con Abdelmajid Boujelal con Ahmed Alaya - 1997–98 : Ahmed Alaya con Noureddine Gharsalli - 1998–99 : Salah Harrathi - 1999–02 : Boubaker Lanouar - 2002–03 : Ezzedine Khemila con Ali Khamlia | - 2003–04 : Ezzedine Khemila con Mohamed Abed - 2004–05 : Mohamed Abed puis Kacem Jabbes - 2005–06 : Kacem Jabbes con Ezzedine Khemila - 2006–07 : Hassen Oueslati - 2007–08 : Moncef Belhassen con Riadh Hadhri con Mohamed Fetis - 2008–09 : Abdelkader Belhassen - 2009–10 : Abderraouf Marzougui - 2010–11 : Ezzedine Khemila puis Riadh Hadhri et Sami Alimi - 2011–12 : Abdelkrim Gabsi - 2012– : Chokri Khatoui |